# CFexpress
CFexpress (Abkürzung für CompactFlash Express) ist ein Standard für Speicherkarten, der unter anderem für Digitalfotografie genutzt wird und über eine PCI-Express-Schnittstelle kommuniziert. Er lässt sich als Zusammenführung von CFast und XQD auffassen und benutzt dieselbe Schnittstelle wie XQD.
Der Standard wurde im September 2016 angekündigt und im April 2017 veröffentlicht. Er sah zunächst ein PCIe 3.0-Interface (bis zu 2 Lanes) und NVMe 1.2 vor und wurde später auf 4 Lanes erweitert.
Die ersten CFexpress-Speicherkarten waren Mitte 2018 erhältlich, mit Kapazitäten bis zu 256 GB. Karten mit 1 TB wurden im Januar 2019 vorgestellt. Nikon und weitere Hersteller kündigten an, in ihren Geräten – u. U. nach einem Firmware-Upgrade – auch CFexpress alternativ zu XQD benutzen zu können. Im Januar 2020 stellte Canon die EOS-1D X Mark III vor, die ausschließlich zwei CFexpress-Slots besitzt, jedoch keine XQD-Karten nutzen kann.
Am 28. Februar 2019 stellte CFA die Version 2.0 des Standards vor. Sie beinhaltet zwei neue Kartenformate, die als „Type A“ (1 Lane, besonders kompakt) und „Type C“ (4 Lanes, größer und dicker und mit Transferraten bis zu 4 GB/s) bezeichnet werden; die bestehenden Karten heißen neu „Type B“.

## CFexpress Versionen
| Standard                      | CFexpress   | CFexpress                                       | CFexpress                                       |
| ----------------------------- | ----------- | ----------------------------------------------- | ----------------------------------------------- |
| Version                       | 1.0         | 2.0                                             | 4.0                                             |
| Datum der Veröffentlichung    | 2017 Q2     | 2019 Q1                                         | 2023 Q3                                         |
| Bus                           | PCIe 3.0 x2 | PCIe 3.0 x1/x2/x4                               | PCIe 4.0 x1/x2/x4                               |
| Geschwindigkeit (full-duplex) | 2 GB/s      | 1 GB/s (type A) 2 GB/s (type B) 4 GB/s (type C) | 2 GB/s (type A) 4 GB/s (type B) 8 GB/s (type C) |

## Galerie

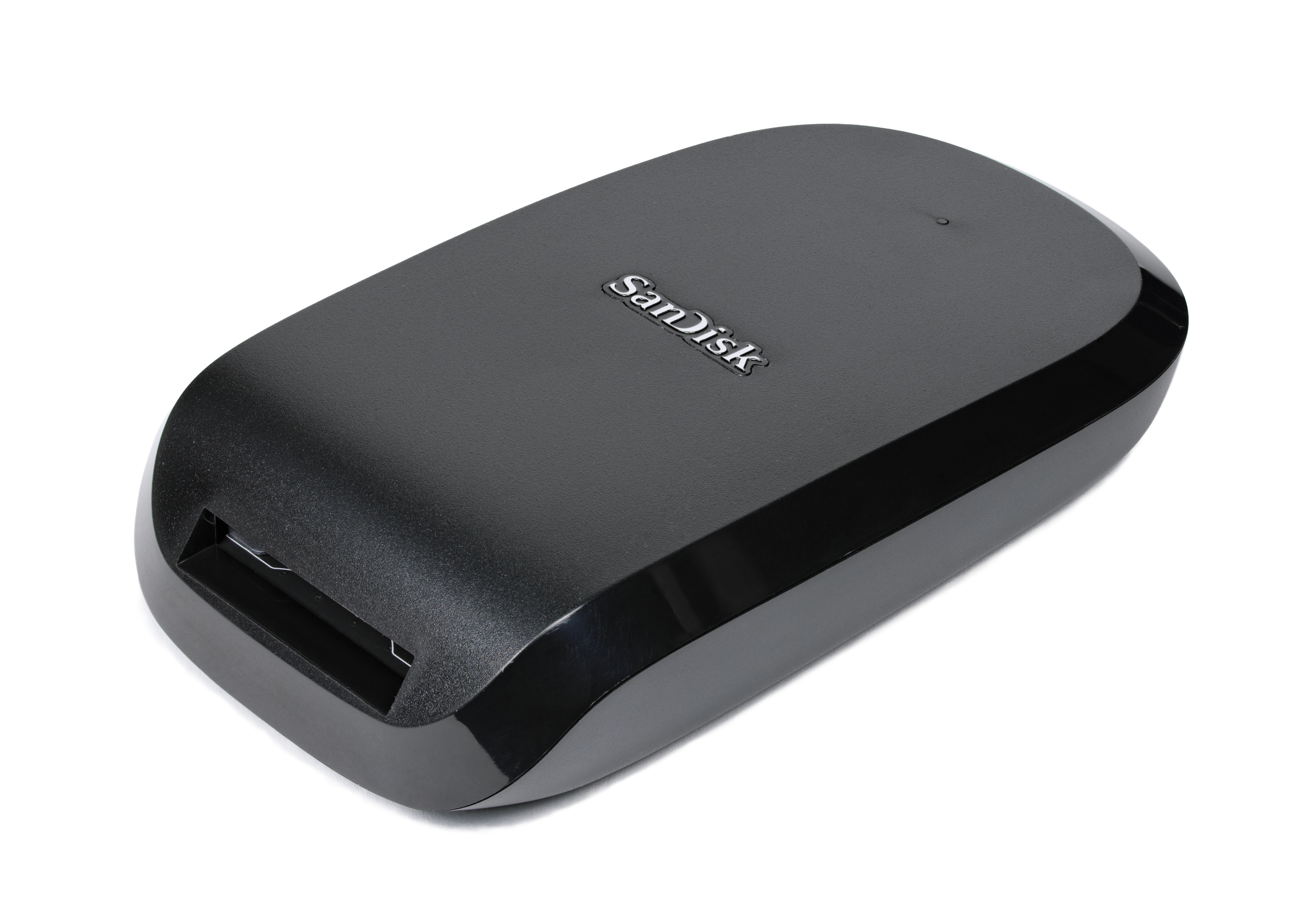
Ein Kartenleser für CFexpress
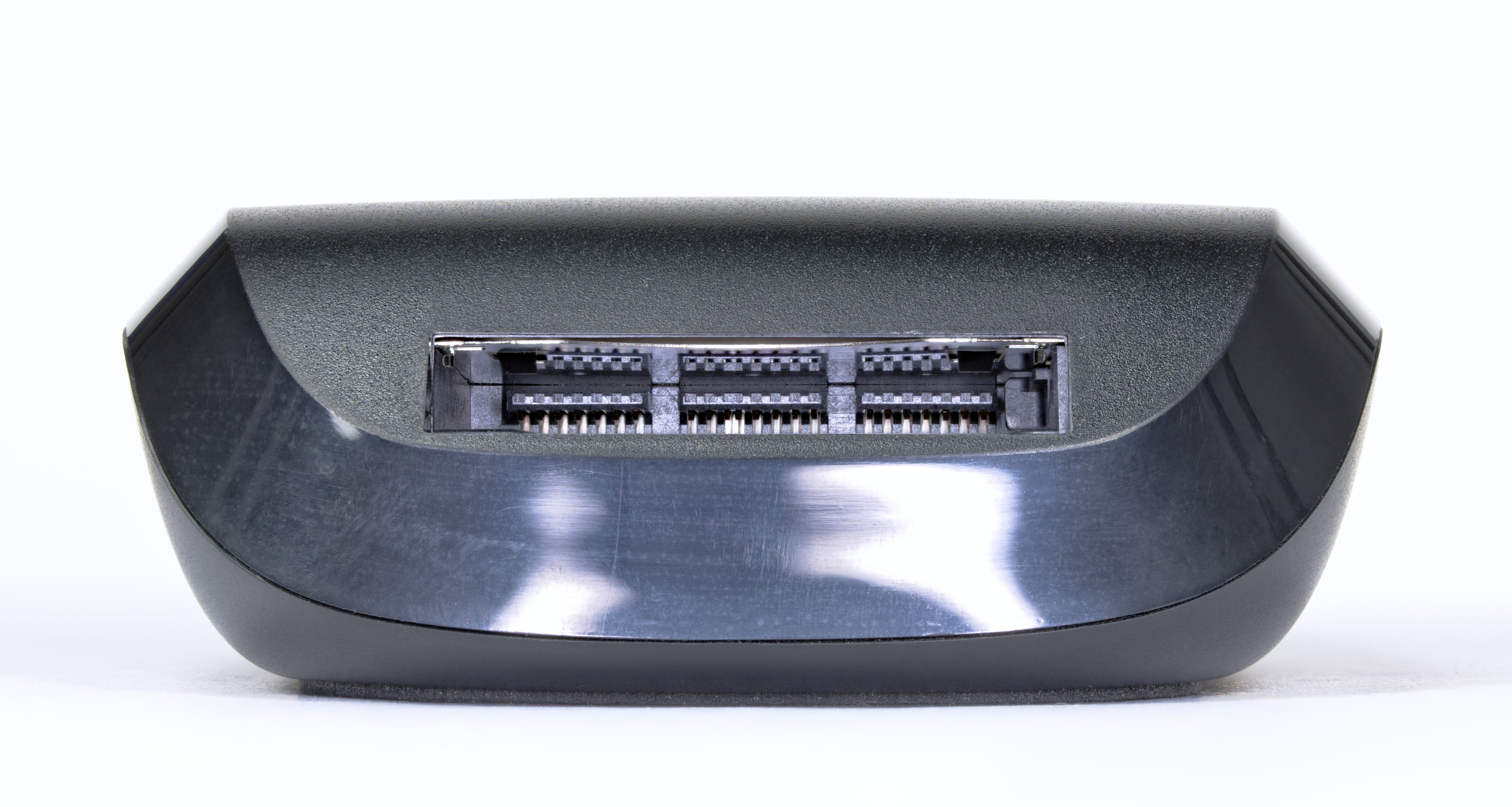
Der Kartenleser von Vorne mit Kontaktpins
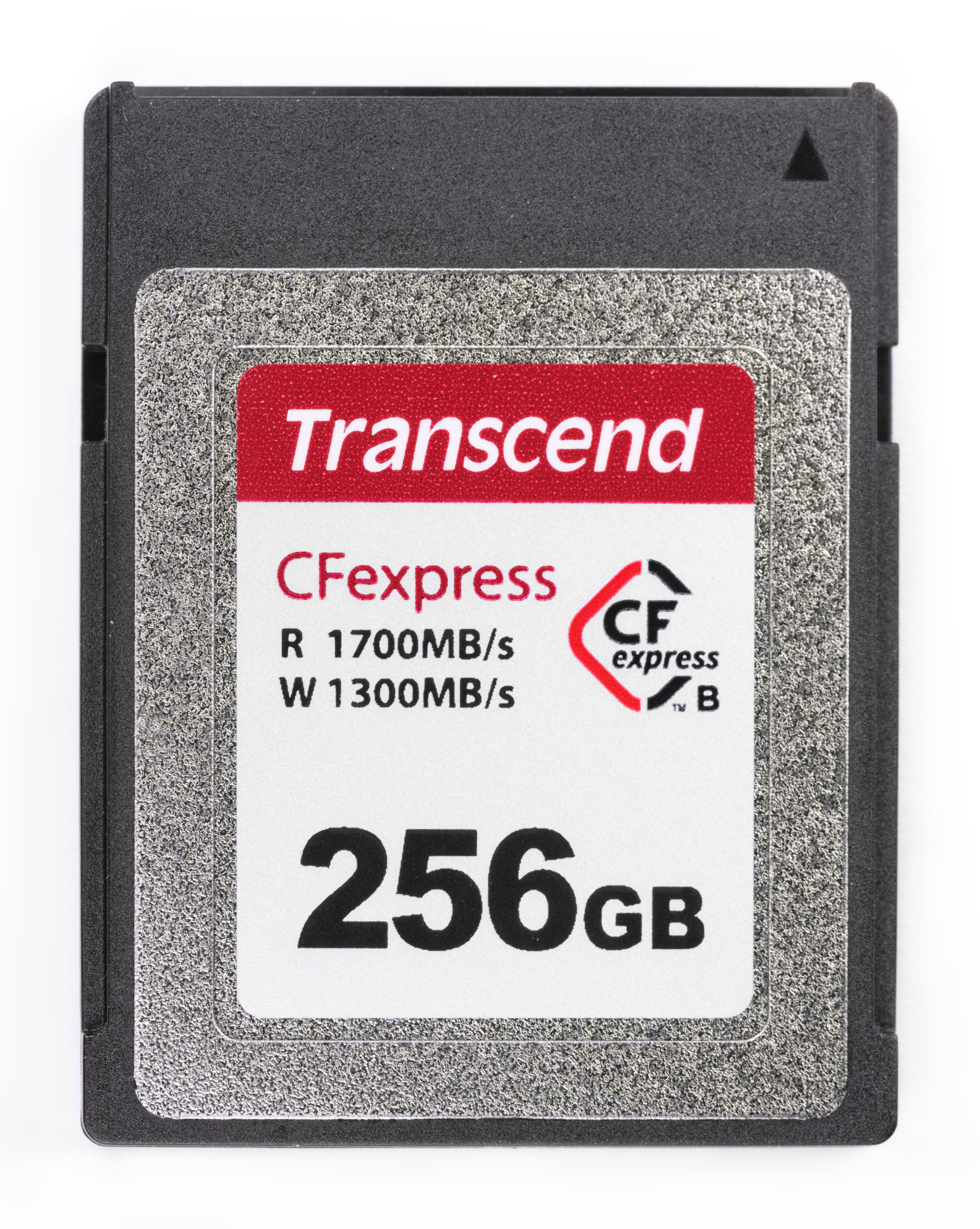
Eine CFexpress Typ B Speicherkarte
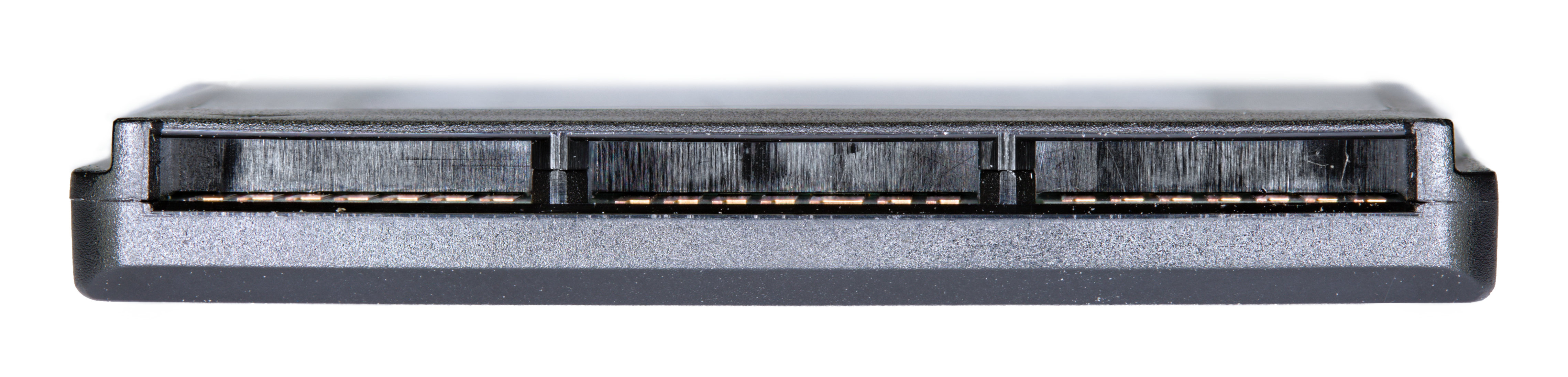
Die Speicherkarte von Vorne mit Kontaktpins
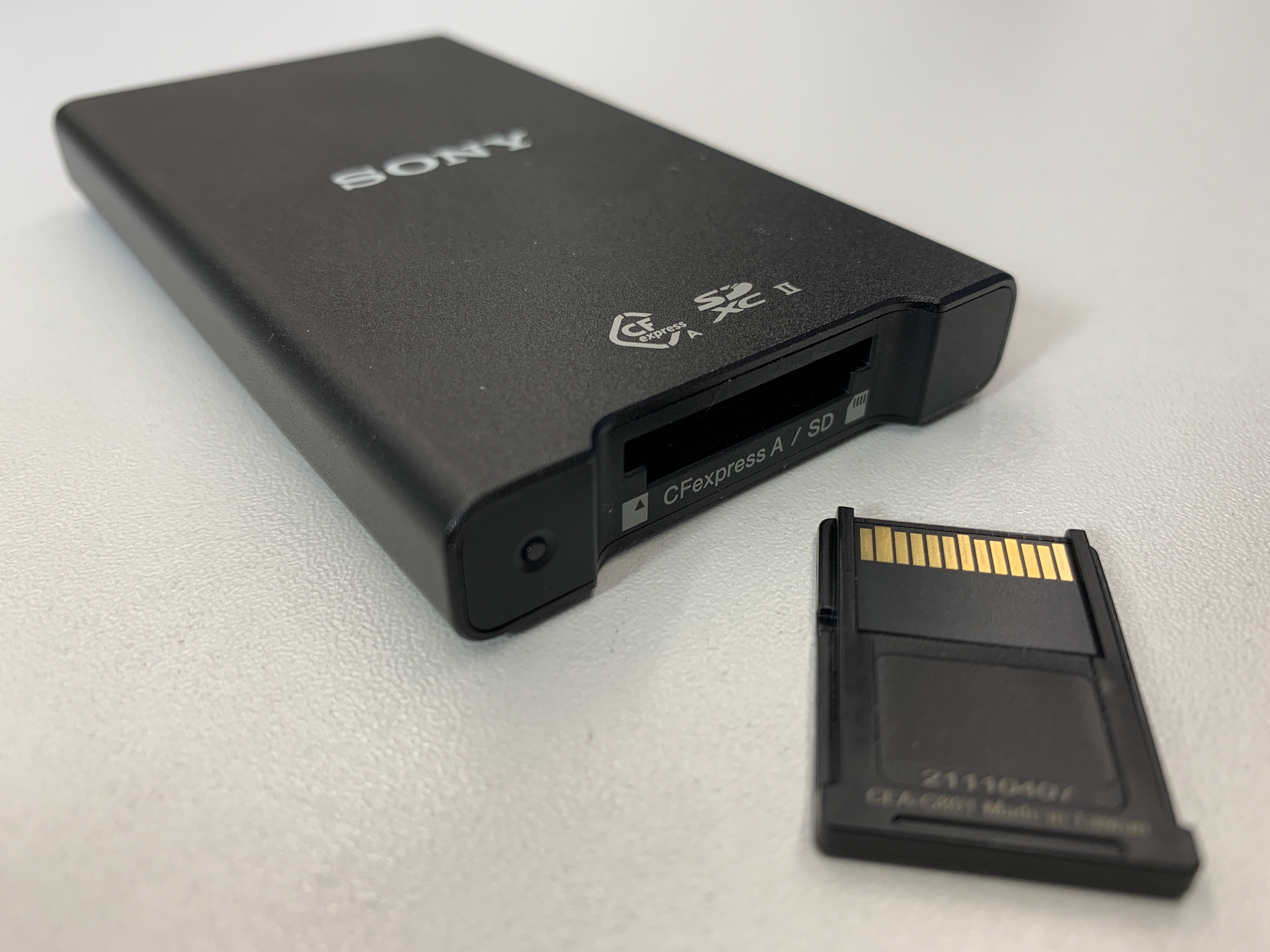
CFexpress Type A Reader und Speicherkarte